# Bungeoppang
Il bungeoppang (붕어빵?, bung-eoppangLR, pung'ŏppangMR; lett. "pane carassio") è un dolce coreano a forma di pesce, ripieno di confettura di fagioli rossi, derivato dal taiyaki giapponese.

## Preparazione
Nonostante il nome, il bungeoppang non contiene pesce. Si prepara versando della pastella fatta con farina di grano, lievito in polvere, acqua e sale su una piastra oliata a forma di pesce simile alla macchina per waffle, dopodiché si appoggia il ripieno al centro, si versa dell'altra pastella a ricoprirlo e si chiude la piastra, che viene voltata da una parte all'altra fino alla doratura di entrambi i lati. Il ripieno tradizionale è composto da confettura di fagioli rossi, talvolta aromatizzata da sale e vaniglia. Forma, sapore e colore cambiano in base alla quantità degli ingredienti utilizzati.

## Consumo
È uno dei cibi di strada invernali più popolari in Corea del Sud, dov'è comunemente venduto alle bancarelle e consumato croccante una volta freddo. È un dolce economico: il prezzo medio per tre bungeoppang nel 2012 era di mille won. Esistono anche bungeoppang da asporto o già pronti, da riscaldare al microonde.

## Varianti
È possibile trovare bungeoppang con diversi ripieni come crema pasticcera, patate dolci, castagne, o anche al gusto di pizza, curry, kimchi, prosciutto e formaggio, bacon e salsiccia. Grazie alla televisione hanno acquisito popolarità quelli al formaggio spalmabile e quelli al cioccolato, mentre varianti più radicali prevedono pasta sfoglia ripiena di mango al posto della tradizionale pastella. Esistono anche bungeoppang più allungati, oppure in formato mini, poco più grandi di una moneta da 500 won.
L'ingeoppang (잉어빵?; lett. "pane carpa comune") è un tipo di bungeoppang più oleoso, con una consistenza gommosa a causa dell'aggiunta di riso glutinoso e burro alla pastella, e un involucro semitrasparente che lascia intravedere il ripieno. Può contenere confettura di fagioli rossi, verdure o crema, ed è mediamente più costoso.

## Storia
Secondo il libro del 2011 Bungeoppang Has a Family Tree di Yoon Deok-no, il bungeoppang è una fusione tra i waffle occidentali e i ravioli orientali. Deve la sua origine al taiyaki giapponese, introdotto negli anni 1930 durante l'occupazione, ma con alcune differenze: in Corea ha adottato la forma di un carassio, pesce più noto nella penisola rispetto all'orata originale, e dimensioni più piccole; è inoltre più dritto e sottile, con il ripieno posto solo al centro e non lungo tutto il corpo del dolce. Si è affermato negli anni 1950 con l'importazione di grandi quantità di grano dagli Stati Uniti, venendo venduto anche rotondo (pulppang) o a forma di crisantemo (gukhwapang). Con il boom economico degli anni 1970 e 1980 è quasi scomparso, per ricomparire negli anni 1990 con il ritorno in auge dello stile retrò. Sul finire degli anni 2010, l'aumento dei prezzi delle materie prime ha portato alla diminuzione del numero di venditori di bungeoppang e il contemporaneo lancio di una mappa di Google Maps per tracciare le bancarelle ancora aperte.